# 생물음향학
생물음향학(Bioacoustics, 바이오어쿠스틱스)은 생물학과 음향학을 결합한 학제간 과학이다. 일반적으로 동물(사람 포함)의 소리 생성, 분산 및 수신에 대한 조사를 말한다. 여기에는 소리 생성 및 감지의 신경생리학적, 해부학적 기초, 그리고 음향 신호 (전자공학)와 소리가 전달되는 매체의 관계가 포함된다. 이번 발견은 음향 메커니즘의 진화와 이를 활용하는 동물의 진화에 대한 단서를 제공한다.
수중음향학 및 어업음향학에서 이 용어는 일반적으로 바이오매스 추정을 위한 소나 기술의 사용과 관련하여 수중 전파 소리에 대한 식물과 동물의 영향을 의미하는 데에도 사용된다. 동물이 사용하는 기질 기반 진동에 대한 연구는 생물진동학(biotremology)이라는 별개의 분야로 간주된다.

## 같이 보기
- 동물 의사소통
- 동물 언어
- 필드 리코딩
- 음악 치료
- 고래의 노래
- 음운론